# Alexander Andrejewitsch Uschakow
Alexander Andrejewitsch Uschakow (russisch Александр Андреевич Ушаков, * 18. Juni 1948 in Smirnowo, Udmurtische ASSR, Sowjetunion; † 14. August 2024) war ein sowjetischer Biathlet.
Alexander Uschakow gewann bei den Juniorenweltmeisterschaften 1969 in Zakopane vor Andrzej Rapacz und Wjatscheslaw Tolkatschow die Goldmedaille. Er bestritt seine ersten Weltmeisterschaften im Erwachsenenbereich 1970 in Östersund und gewann an der Seite von Alexander Tichonow, Wiktor Mamatow und Rinnat Safin die Goldmedaille im Staffelrennen. Ein Jahr später wurde er in Hämeenlinna Neunter des Einzels, 1973 in Lake Placid 16. des Einzels. 1974 gewann er an der Seite von Alexander Tichonow, Juri Kolmakow und Nikolai Kruglow in Minsk zum zweiten Mal die Goldmedaille mit der Staffel und wurde im Sprint 14. 1975 verpasste die sowjetische Staffel in Antholz mit Uschakow, Alexander Jelisarow, Alexander Tichonow und Nikolai Kruglow erstmals seit 1976 den Titel und wurde hinter Finnland nur Zweite. Sowohl im Sprint wie im Einzel erreichte er zudem neunte Ränge. 1977 konnte Uschakow mit Jelisarow, Kruglow und Tichonow Finnland in Vingrom wieder schlagen und die Goldmedaille im Staffelrennen erringen. Zudem gewann er hinter Tichonow und Kruglow mit der Bronzemedaille im Sprintrennen seine erste und einzige Einzelmedaille und wurde zudem Zehnter im Einzel. Bei seinen letzten Weltmeisterschaften verpasste Uschakow 1978 in Hochfilzen mit Tichonow, Kruglow und Wladimir Barnaschow als Viertplatzierter im Staffelrennen erstmals seit 1966, als in Garmisch-Partenkirchen erstmals offiziell das Staffelrennen ausgetragen wurde, eine Medaille. Im Sprint wurde er 18. und belegte im Einzel Rang 20. In der Premierensaison des Biathlon-Weltcups 1978 schaffte er in Antholz im Einzel und mit der Staffel jeweils Platz zwei, der erste Weltcup-Sieg seiner Karriere gelang mit der Staffel (Barnaschow, Uschakow, Kruglow, Aljabjew) im März in Murmansk. Dreimal war Uschakow für Olympische Spiele nominiert, er kam aber weder 1972, noch 1976 oder 1980 zum Einsatz.
Zum Abschluss seiner Karriere sicherte er sich 1980 seine letzten Titel bei UdSSR Meisterschaften im Sprint und in der Militärpatrouille, er war zudem Zweiter jeweils im Einzel 1970, der Staffel in den Jahren 1974, 1977  und 1980 sowie 1978 im Patrouillenlauf. Hinzu kamen noch zwei Bronzemedaillen in der Staffel 1971 und 1978, dazu laut anderer Quelle noch drei weitere Titel. Nach der Sportkarriere trat er eine Stelle an der Leningrader Akademie für Raumfahrt (Военно-космическая академия имени А. Ф. Можайского) als Sportausbilder an, später trainierte er das Biathlon-Damenteam der Stadt Sankt Petersburg.